# نوفان العجارمة
نوفان العجارمة (1 يناير 1977) سياسي أردني ووزير سابق، شغل منصب وزير دولة لشؤون رئاسة الوزراء في حكومة عبد الله النسور الأولى من (11 أكتوبر 2012 - 30 مارس 2013)، ومنصب وزير التنمية السياسية في حكومة فايز الطراونة الثانية. شغل سابقا منصب مدير الدائرة القانونية في الجامعة الأردنية، والمستشار القانوني لديوان التشريع والرأي، ومستشار قانوني لهيئة اعتماد مؤسسات التعليم العالي في الأردن. يحمل شهادة الدكتوراه في القانون العام من جامعة عين شمس في مصر ،والماجستير في القانون العام من جامعة آل البيت ،وشهادة البكالوريوس في الحقوق من جامعة مؤتة.